# David Grossman (diretor)
David Grossman é um realizador de televisão estadunidense mais conhecido pelo seu trabalho em Desperate Housewives, série de televisão em que também serve como co-produtor executivo. Também trabalhou em Buffy the Vampire Slayer.